# Athis (mythologie)
Pour les articles homonymes, voir Athis.
Pour les articles ayant des titres homophones, voir Attis et Atys.
Dans la mythologie gréco-romaine, Athis est un demi-dieu, éromène de Lycabas. Jeune guerrier originaire d'Inde, il est un ennemi de Persée dans les Métamorphoses d'Ovide, et est tué par celui-ci.

## Mythe
Fils d'un noble Indien et d'une nymphe du Gange, Limnate, qui l'a engendré dans les eaux du fleuve, Athis apparaît chez Ovide comme un adolescent, qui est alors l'éromène de Lycabas, un guerrier assyrien un peu plus âgé que lui. Tous deux apparaissent parmi les compagnons de Phinée, qui veut empêcher le mariage de Persée et d'Andromède, cette dernière étant la nièce et l'ex-fiancée de Phinée. Dans les premiers actes de l'escarmouche, Athis se prépare à bander son arc pour lancer une flèche sur Persée, mais ce dernier, plus rapide, s'empare d'un tison éteint avec lequel il frappe mortellement son ennemi à la tête.
Après la mort d'Athis, Lycabas tente de le venger : il tire une flèche en direction de Persée, en vain, et le défie. Persée frappe Lycabas avec son harpè, son épée-serpe. Lycabas meurt en enlaçant Athis : les deux jeunes gens sont réunis dans la mort. 
Cet épisode, inhabituellement long dans le poème d'Ovide pour deux personnages qui ne subissent aucune métamorphose, raconte leur grand et authentique amour qui contraste fortement avec la vulgarité de leurs camarades et avec celle de Phinée ; un lien qui rappelle beaucoup d'autres couples masculins héroïques, surtout Euryale et Nisus ou Achille et Patrocle[réf. nécessaire].

## Influence
Le passage des Métamorphoses où Ovide introduit le couple formé par Athis et Lycabas et fait le récit de leur mort semble être influencé par l'Énéide de Virgile. La beauté d'Athis rappelle celle d'Euryale, qui forme avec Nisus un couple similaire à celui composé par le jeune Indien et Lycabas. De plus, la manière dont Athis meurt est analogue à celle d'Ébysus, dont la barbe est brûlée par un tison lancé par Corynée (en), qui l'achève de son épée.

### Sources antiques
1. 1 2  Ovide, Métamorphoses [détail des éditions] [lire en ligne], V, 47-73.